# Simon Daniël de Vries

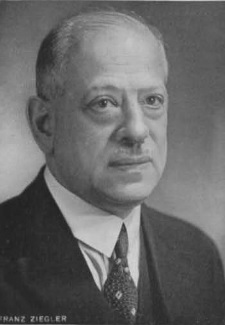
S.D. de Vries

Simon Daniël/Daniel de Vries (Paramaribo, 28 maart 1881 – Warmond, 5 juni 1978) was een Surinaams-Nederlands jurist en politicus.
Hij werd geboren als zoon van Jacob Machiel de Vries (1848-1892) en Henriëtte Seelig (1852-1911). Hij deed in Leiden gymnasium en is begin 1905 in de rechten afgestudeerd aan de Rijksuniversiteit Leiden. Enkele maanden later is hij gepromoveerd tot doctor in de rechtswetenschappen. In september van dat jaar werd hij, terug in Suriname, als praktizijn ingeschreven. Hij was ruim een jaar werkzaam bij de gouvernementssecretarie en rond 1907 werd hij ommegaand rechter. Vanaf 1909 was De Vries drie jaar advocaat-generaal bij het Surinaamse Hof van Justitie en vervolgens was hij kantonrechter in Paramaribo. In 1920 werd hij lid van het Hof van Justitie en in 1925 volgde hij L.J. Rietberg op als president van het Hof van Justitie. Bovendien was hij van 1922 tot 1926 voorzitter van de Koloniale Staten. In 1929 ging De Vries met pensioen waarna hij in Nederland ging wonen. Daar overleed hij in 1978 op 97-jarige leeftijd.
Zijn schoonvader Isaac da Costa (1847-1925) is eveneens president van het Hof van Justitie en voorzitter van de Koloniale Staten geweest.